# Yuika Sugasawa
Yuika Sugasawa (菅澤 優衣香, Sugasawa Yuika), née le 5 octobre 1990 à Chiba, est une joueuse de football japonaise. Elle joue pour les Urawa Reds et également pour l'équipe du Japon. 

## Carrière de club
Sugasawa naît le 5 octobre 1990 à Chiba. Elle rejoint Albirex Niigata de la JFA Academy Fukushima en 2008. 

## Carrière en équipe nationale
Le 13 janvier 2010 elle fait ses débuts dans l'équipe japonaise contre le Danemark.
Elle fait partie des 23 joueuses japonaises retenues afin de participer à la Coupe du monde 2019 organisée en France.